# Titanbonifica-Benotto
La Titanbonifica-Benotto, già Magniflex-Centroscarpa e Alba Cucine-Benotto, è stata una squadra italiana di ciclismo su strada maschile attiva nel professionismo dal 1986 al 1989. I principali successi ottenuti furono le Tre Valli Varesine 1987 con Franco Ballerini, il Giro di Romagna 1989 con Maximilian Sciandri e il Giro dell'Umbria dello stesso anno con Stefano Colagè.

## Cronistoria

### Annuario
| Anno | Codice | Nome                           | Cat. | Biciclette | Dirigenza                                                           |
| ---- | ------ | ------------------------------ | ---- | ---------- | ------------------------------------------------------------------- |
| 1986 | -      | Magniflex-Centroscarpa         | Pro  | Rossin     | Dir. sportivi: Domenico Garbelli, Marcello Perugi, Roberto Poggiali |
| 1987 | -      | Magniflex-Centroscarpa         | Pro  | Rossin     | Dir. sportivi: Riccardo Magrini, Marcello Perugi, Roberto Poggiali  |
| 1988 | -      | Alba Cucine-Benotto-Sidermec   | Pro  | Benotto    | Dir. sportivi: Riccardo Magrini, Carlo Menicagli                    |
| 1989 | -      | Titanbonifica-Benotto-Sidermec | Pro  | Benotto    | Dir. sportivi: Alfredo Lami, Carlo Menicagli                        |

## Palmarès

### Grandi Giri
- Giro d'Italia

Partecipazioni: 3 (1986, 1987, 1988)
Vittorie di tappa: 0
Vittorie finali: 0
Altre classifiche: 0
- Tour de France

Partecipazioni: 0
- Vuelta a España

Partecipazioni: 2 (1988, 1989)
Vittorie di tappa: 0
Vittorie finali: 0
Altre classifiche: 0